# Jędrzej Jabłonowski

Herb Grzymała

Jędrzej Jabłonowski herbu Grzymała (zm. 1773), kasztelan połaniecki, rotmistrz powiatu pilzneńskiego w 1764 roku.
Rodzina Jędrzeja była pochodzenia szlacheckiego i pieczętowała się herbem Grzymała.
Ojciec Jędrzeja, Stanisław pełnił obowiązki szambelana i chorążego Trembowli. Brat Rocha Michała, kasztelana wiślickiego.
Jędrzej od 1751 roku był podkomorzym dworu królewskiego, następnie chorążym pilzneńskim od 1758 roku. Poseł województwa sandomierskiego na sejm 1760 roku. W latach 1764–1773 pełnił urząd kasztelana połanieckiego. Był też starostą bulkowskim i szambelanem króla Augusta III. W 1764 roku był elektorem  Stanisława Augusta Poniatowskiego z województwa sandomierskiego.
W 1751 r. poślubił Mariannę Kobielską herbu Jelita (zwanego inaczej Koźlerogi), córkę stolnika pomorskiego. Marianna Kobielska, dziedziczka Działoszyc zmarła w 1808 roku dożywszy 104 lat życia. Małżeństwo Jabłonowskich było bezdzietne.